# Lucinico
Lucinico est une frazione de Gorizia dans le Frioul-Vénétie Julienne en Italie.

## Géographie
Elle est située à 4,88 km de Gorizia.

## Histoire
Le nom, vraisemblablement d'origine romaine, semble dériver de Licinius, qui aurait été le propriétaire de la villa rustique découverte près du centre, certainement habitée entre le IIe et le IVe siècle apr. J.-C. Au cours des siècles suivants, la position favorable, légèrement surélevée par rapport à la plaine de Gorizia, et la présence du mont Calvario derrière, avec la construction de structures défensives, auraient favorisé l'agrégation d'un petit centre habité formant le quartier actuel.
Avec l'entrée en guerre de l'Italie le 24 mai 1915, Lucinico se retrouve en première ligne. La ville est en effet située près du mont Calvario, une petite colline que les Austro-Hongrois ont transformé en l'une des pierres angulaires du camp retranché de défense de Gorizia. Pour éliminer tout point d'observation, les ingénieurs autrichiens font sauter le clocher de l'église de San Giorgio. Les 9 et 10 juin 1915, la ville est lourdement bombardée par l'artillerie italienne. Parmi les ruines de la ville, les Austro-Hongrois combattent l'avancée de l'Armée royale avec une défense acharnée. Abandonnés du pays et repliés sur les lignes équipées du Calvaire, les Autrichiens réussissent dans les mois suivants à contrer toutes les offensives italiennes et à leur barrer l'accès à Gorizia.
Lucinico est resté en première ligne jusqu'à la sixième bataille de l'Isonzo en août 1916, lorsque les troupes italiennes ont pris d'assaut les monts Calvario et Sabotin et ont conquis Gorizia. À la fin du conflit, le pays était totalement détruit.
Lucinico était une municipalité autonome jusqu'en 1927, date à laquelle elle a fusionnée avec la municipalité de Gorizia. C'est le siège de bataillons de partisans durant la Seconde Guerre mondiale, qui ont contribué de manière notable à libérer la région des envahisseurs nazis.

## Personnalité
- Pompeo Giustiniani (1569-1616), général vénitien, y est mort.